# ヴァレンタイン・クィン (初代ダンレイヴン＝マウント・アール伯爵)
初代ダンレイヴン＝マウント・アール伯爵ヴァレンタイン・リチャード・クィン（英語: Valentine Richard Quin, 1st Earl of Dunraven and Mount Earl、1752年7月30日 – 1824年8月24日）は、アイルランド王国出身の政治家、貴族。1799年から1800年までアイルランド庶民院議員を務めた。

## 生涯
ウィンダム・クィン（1717年 – 1789年5月）と妻フランシス（Frances、旧姓ドーソン（Dawson）、リチャード・ドーソンの娘）の息子として、1752年7月30日に生まれた。1769年5月31日、オックスフォード大学モードリン・カレッジに入学した。
1781年6月8日、準男爵に叙された。
1799年にアイルランド庶民院の議席を2つ購入した。そのうち1つはキルマーロック選挙区のもので、クィン自身が議員に就任し、1800年まで務めた。議席購入は1800年合同法への支持を視野に入れており、合同法への支持によりアイルランド総督の初代コーンウォリス侯爵チャールズ・コーンウォリスがクィンの叙爵を推薦したが、コーンウォリス侯爵は文通では「クィンの目的は男爵に叙されることである」と手厳しく評した。そして、合同法が可決された後の1800年7月31日、クィンはアイルランド貴族であるアデアのアデア男爵に叙され、8月1日にアイルランド貴族院議員に就任した。
1816年2月5日、同じくアイルランド貴族であるリムリック県におけるマウント・アール子爵に叙された。1822年2月5日、首相リヴァプール伯爵の支持を得て同じくアイルランド貴族であるダンレイヴン＝マウント・アール伯爵とアデア子爵に叙された。

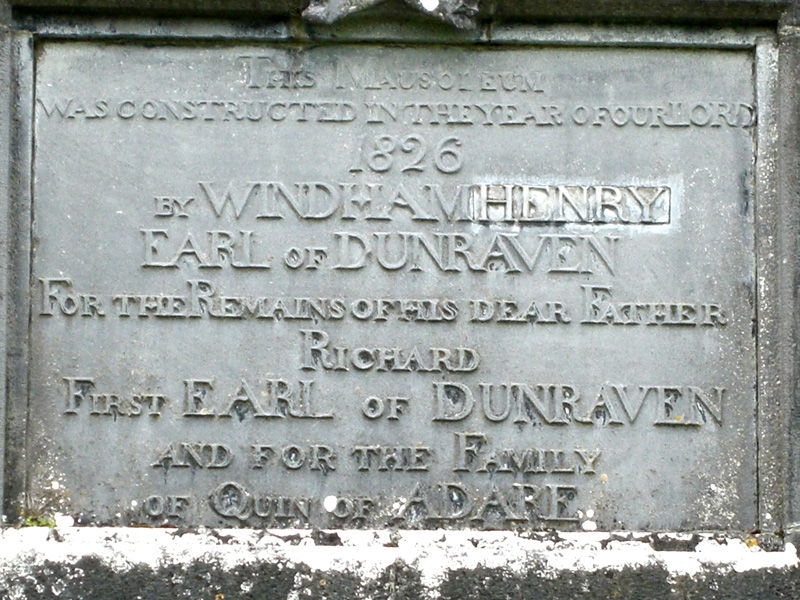
初代ダンレイヴン＝マウント・アール伯爵の墓碑

1824年8月24日、ヴェール・オブ・ニースにある息子の邸宅で死去、長男ウィンダム・ヘンリーが爵位を継承した。

## 家族
1777年8月24日、フランシス・ミュリエル・フォックス＝ストラングウェイズ（Frances Muriel Fox-Strangways、1755年8月 – 1814年3月5日、初代イルチェスター伯爵スティーブン・フォックス＝ストラングウェイズと妻エリザベスの娘）と結婚、2男2女をもうけた。
- エリザベス（1779年5月 – 1795年8月3日） - 生涯未婚[11]
- ウィンダム・ヘンリー（英語版）（1782年9月24日 – 1850年8月6日） - 第2代ダンレイヴン＝マウント・アール伯爵[1]
- ハリエット（1784年12月21日 – 1845年12月13日） - 1804年11月24日、初代準男爵サー・ウィリアム・ペイン＝ゴールウェイ（英語版）（1831年4月16日没）と結婚[11][12]
- リチャード・ジョージ（1789年4月20日 – 1843年10月5日） - 1813年9月7日、エミリー・スミス（Emily Smith、1845年5月18日没、初代準男爵サー・ジョン・スミス（英語版）の娘）と結婚[11]

1816年2月26日、マーガレット・メアリー（Margaret Mary、1821年11月6日没、アーサー・ブレンナーハセットとジョージ・レストレンジの未亡人、ジェームズ・コグランの娘）と再婚したが、2人の間に子供はいなかった。